# Czerwona Słoboda (obwód kijowski)
Czerwona Słoboda (ukr. Червона Слобода) – wieś na Ukrainie, w obwodzie kijowskim, w rejonie buczańskim, w hromadzie Makarów. W 2001 liczyła 471 mieszkańców, spośród których 454 wskazało jako ojczysty język ukraiński, 16 rosyjski, a 1 inny.